# Olene pulcherrima
Olene pulcherrima är en fjärilsart som beskrevs av Erich Martin Hering 1926. Olene pulcherrima ingår i släktet Olene och familjen tofsspinnare. Inga underarter finns listade i Catalogue of Life.